# Амриев, Абдугали
Абдугали́ Амри́ев (каз. Әбдіғали́ Әміре́ев; 18 (30) июня 1909, Джамбейтинский уезд, Уральская губерния — 28 сентября 1978, Панфилов, Казахская ССР) — советский государственный и партийный деятель. С 1924 состоял в рядах Комсомола (ВЛКСМ), с сентября 1930 член ВКП(б) (с 1952 — КПСС). Депутат I, II, III и IV созывов Верховного Совета Казахской ССР (с 1938 по 1959). Секретарь Президиума Верховного Совета Казахской ССР (март 1952 — апрель 1959). Участник Великой Отечественной войны.

## Биография

### Ранняя биография
Родился в 1909 году в ауле № 14 Булдуртинской волости Джамбейтинского уезда (в советское время Куздигаринский аул, Джамбейтинский район (с 1992 Сырымский район), Западно-Казахстанская область, Казахская ССР), в семье крестьян-середняков. В 1927 году окончил 4-х классную школу-коммуну.
В 1927 году на Волостной комсомольской конференции избран секретарем Булдуртинского Волостного комитета комсомола Джамбейтинского уезда.
В 1928 году, после проведения районирования, Джамбейтинский Райком партии направил на работу инструктором районного союза «Косшы» того же района.
В октябре 1929 года ушел добровольно на службу в ряды Красной Армии.
1931—1932 — служба в органах ЧОН, ОГПУ при СНК СССР.
1932 — заместитель председателя ЦК Союза цементно-керамической промышленности (Алма-Ата).
1932—1933 — курсант годичной школы партийного актива при Казкрайкоме ВКП(б) (Алма-Ата).
В 1933 помощник начальника политотдела по комсомолу Пресновской машинно-тракторной станции Северо-Казахстанской области.
1933—1935 — помощник начальника политотдела по комсомолу Аксуской машинно-тракторной станции Талды-Курганской области.
1935—1936 — секретарь Аксуского райкома ЛКСМ Казахстана.
1936—1937 — слушатель Высшей школы пропагандистов при ЦК ВКП(б) (Москва).
С июля по октябрь 1937 — инструктор по пропаганде при первом секретаре обкома, аппарат Алма-Атинского обкома ЛКСМ Казахстана.
С октября 1937 по декабрь 1938 — первый секретарь Алма-Атинского обкома ЛКСМ Казахстана.
1939—1941 — председатель Октябрьского райисполкома Талды-Курганской области.
С марта по декабрь 1941 — первый секретарь Уланского районного комитета КП(б) Казахстана Восточно-Казахстанской области.

### Период Великой Отечественной войны
В декабре 1941 года уходит на службу в ряды Красной Армии — комиссар (в звании капитан), заместитель командира батальона по политической части, 2-й отдельный стрелковый батальон, 101-я (отдельная) стрелковая бригада (осбр), 39-я армия, Калининский фронт. 101-я осбр, сформированная в Актюбинске в ноябре 1941 года, известна в Казахстане как одна из Казахских национальных бригад участвовавших во Второй Ржевско-Сычёвской операции или операции «Марс» (25 ноября — 20 декабря 1942 года).
Первый боевой орден получил за участие в сражении за деревню Мишуково (Оленинский район), укрепленный пункт немецкой армии, за которую велись ожесточенные бои. За проявленный героизм командование бригады представило к награждению орденом Красного Знамени, решением командования армией награждён орденом Красной Звезды. Из выписки Наградного листа:

«Тов. Амриев, в критический момент боя 29.11.42г. за д. Мишуково, когда комбат был смертельно ранен, взял на себя управление батальоном, повел их вновь в атаку и части батальона ворвались в населенный пункт. Благодаря своей настойчивости, он устранил замешательство в рядах рот и сумел восстановить боевой дух бойцов и командиров.»
С сентября по ноябрь 1943 года — заместитель командира по политической части, отдельный минометный дивизион (оминдн), 26-я (артиллерийская) отдельная истребительная бригада (оибр), 4-я ударная армия, Калининский фронт (20 октября 1943 года переименован в 1-й Прибалтийский фронт). Участвовал в боях за освобождение города Велиж (Духовщинско-Демидовская операция, 14 сентября — 2 октября 1943 года). 26-я оибр просуществовала до 30 ноября 1943 года.
С декабря 1943 — секретарь партийной комиссии политотдела, 45-я истребительная противотанковая артиллерийская бригада (иптабр) переформированная из 26-й оибр. Перед началом Белорусской наступательной операции «Багратион» (23 июня — 29 августа 1944) 45-я иптабр вошла в состав 6-й гвардейской армии (гв. А) 1-го Прибалтийского фронта. В составе 6-й гвардейской армии участвовал в боях за освобождение города Полоцк (Полоцкая наступательная операция, 29 июня — 4 июля 1944).
В июле 1944 45-я иптабр включена в состав 51-й армии 1-го Прибалтийского фронта. В составе 51-й армии участвовал в боях за освобождение городов Паневежис, Шяуляй, Елгава (Шяуляйская наступательная операция, 5 — 31 июля 1944); так же участвовал в боях Рижской наступательной операции (14 сентября — 22 октября 1944). За мужество проявленное в боях награждён орденом Отечественной войны II степени.
В октябре 1944 45-я иптабр в составе 4-й ударной армии 1-го Прибалтийского фронта участвует в Мемельской наступательной операции (5 — 22 октября 1944).
В декабре 1944 45-я иптабр возвращена в состав 6-й гвардейской армии 1-го Прибалтийского фронта. В составе 6-й гвардейской армии участвовал в блокаде Курляндской группировки войск «Курляндский котёл».
В феврале 1945 45-я иптабр вошла в состав 3-й ударной армии 1-го Белорусского фронта. В составе 3-й ударной армии участвовал в боях по разгрому немецкой группировки на Одере и разгрому основных сил немецкой группы армий «Висла» (Восточно-Померанская операция, 10 февраля — 4 апреля 1945). За проявленное мужество в боях при прорыве обороны противника в районе городов Реетц, Вангерин, и др. награждён орденом Отечественной войны I степени.
В апреле 1945 45-я иптабр передана во фронтовое подчинение 1-го Белорусского фронта и переброшена в район Кюстрина для прорыва сильно укреплённой обороны противника на Кюстринском плацдарме. Участвовал в боях по окружению Берлина в ходе Берлинской наступательной операции (16 апреля — 8 мая 1945 года) — прорыв немецкой обороны на канале Одер-Хафель, освобождение городов Врицен, Ораниенбург, Ратенов, Берлин. За участие в боях за штурм и взятие Берлина награждён медалью «За взятие Берлина».
В июне 1945 войска 1-го Белорусского фронта вошли в состав Группы советских войск в Германии (ГСВГ). Прослужил в штабе Группы войск в Потсдаме до демобилизации в августе 1946. Демобилизовался из рядов Красной Армии в звании майора.

### Послевоенные годы
В сентябре 1946 возвращается на должность первого секретаря Уланского райкома Компартии Казахстана Восточно-Казахстанской области.
1948—1950 — слушатель двухгодичной Республиканской партийной школы при ЦК Коммунистической партии Казахстана (Алма-Ата).
1950—1952 — первый секретарь Илийского райкома Компартии Казахстана Алма-Атинской области.
С марта 1952 по апрель 1959 — секретарь Президиума Верховного Совета Казахской ССР.
1959—1961 — заведующий отделом коммунального хозяйства Алма-Атинского облисполкома.
1961—1973 — председатель Панфиловского райисполкома Талды-Курганской области (город Панфилов, с 1991 Жаркент). С 1967 года активно занимался восстановлением Жаркентской мечети, памятника архитектуры XIX века, в качестве художественно-мемориального музея.
С апреля 1973 — на пенсии, персональный пенсионер союзного значения. После выхода на пенсию стал первым директором художественно-мемориального музея Жаркентская мечеть. На этой должности оставался до самой смерти. Похоронен в городе Панфилов (с 1991 Жаркент).

## Награды
- Орден Ленина (1966)
- Орден Отечественной войны I степени (09.06.1945)
- Орден Отечественной войны II степени (20.08.1944)
- Орден Красной Звезды (24.12.1942)
- Орден Трудового Красного Знамени (08.04.1974)
- Орден «Знак Почёта» (1947)
- Медаль «За отличие в охране государственной границы СССР» (28.05.1968)
- Медаль «За победу над Германией в Великой Отечественной войне 1941-1945 гг.» (19.06.1945)
- Медаль «За взятие Берлина» (18.05.1945)
- Медаль «За освоение целинных земель»
- Юбилейная медаль «Двадцать лет Победы в Великой Отечественной войне 1941—1945 гг.» (08.12.1965)
- Юбилейная медаль «Тридцать лет Победы в Великой Отечественной войне 1941—1945 гг.» (08.05.1975)
- Юбилейная медаль «50 лет Вооружённых Сил СССР» (26.12.1967)
- Нагрудный знак «25 лет победы в Великой Отечественной войне» (18.06.1970)

## Память
- В честь А. Амриева названа одна из улиц города Жаркент.

## Документы
- Общедоступный электронный банк документов «Подвиг Народа в Великой Отечественной войне 1941—1945 гг.» Дата обращения: 6 февраля 2016. Архивировано из оригинала 13 марта 2012 года. Номера в базе данных:

- Орден Красной Звезды (№ записи: 150100877). Дата обращения: 6 февраля 2016. Архивировано из оригинала 13 марта 2012 года.
- Орден Отечественной войны II степени (№ записи: 36281342). Дата обращения: 6 февраля 2016. Архивировано из оригинала 13 марта 2012 года.
- Орден Отечественной войны I степени (№ записи: 24535557). Дата обращения: 6 февраля 2016. Архивировано из оригинала 13 марта 2012 года.
- Медаль «За взятие Берлина» (№ записи: 1534172810). Дата обращения: 6 февраля 2016. Архивировано из оригинала 13 марта 2012 года.